# Cantoni di Montauban
La città di Montauban comune francese della regione dell'Occitania è suddivisa in tre cantoni, denominati Cantone di Montauban-1, Cantone di Montauban-2 e Cantone di Montauban-3. Nessun altro comune è compreso in questi cantoni.
Prima della riforma dei cantoni del 2014, la città era invece divisa in sei cantoni; il cantone di Montauban-1 comprendeva anche i comuni di Lamothe-Capdeville e Villemade, mentre il cantone di Montauban-3 comprendeva anche il comune di Léojac.